# 존 웨슬리 파월
|-
|}

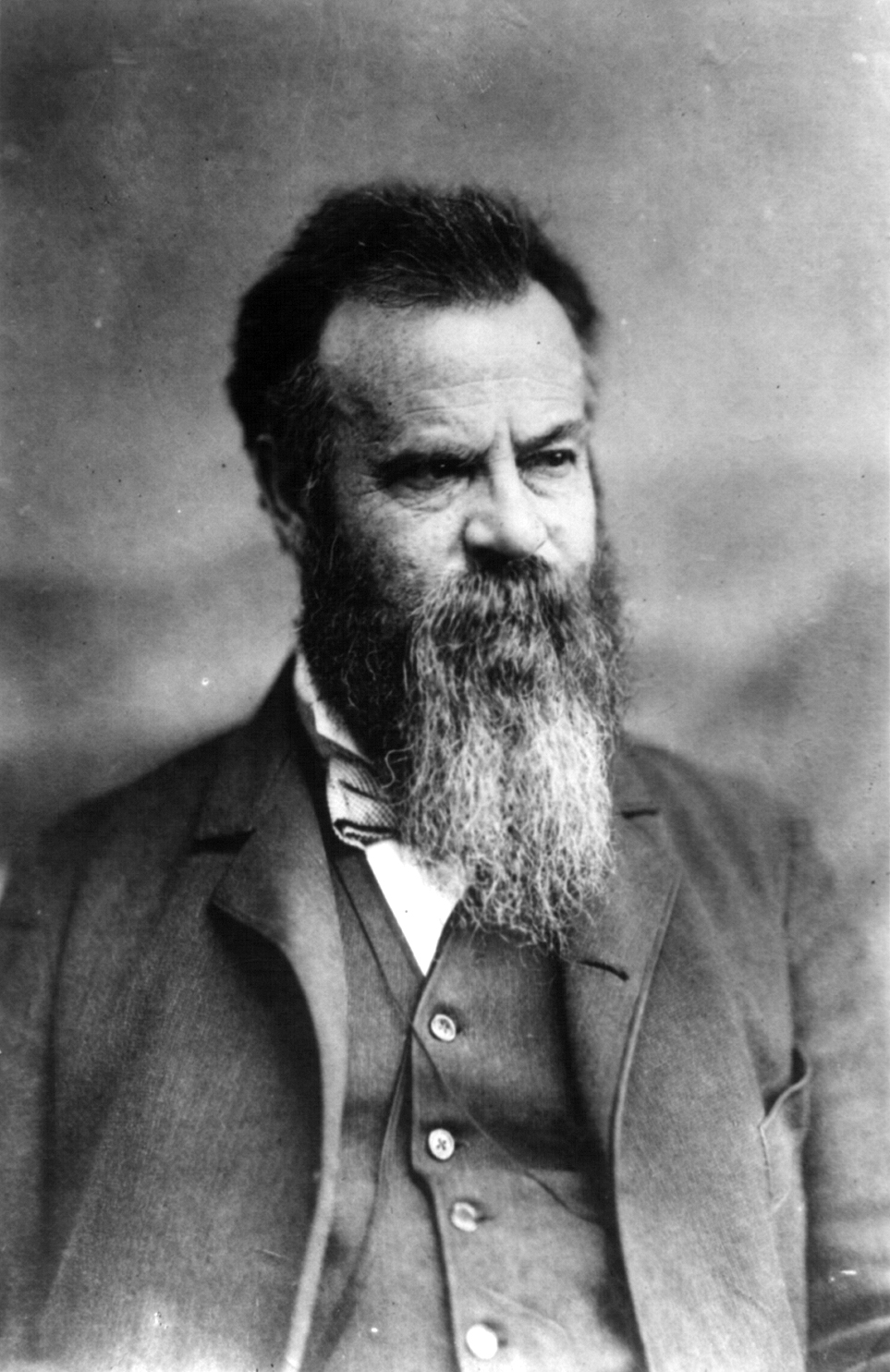
파월은 1881년부터 1894년까지 재임한 미국 지질조사국의 2대 국장이었다. 이 사진은 그의 재임 초기부터 시작되었다.

존 웨슬리 파월(John Wesley Powell, 1834년 3월 24일 – 1902년 9월 23일)은 미국의 지질학자, 미국 육군 군인, 미국 서부 탐험가, 일리노이 웨슬리안 대학교 교수이자 주요 과학 및 문화 기관의 책임자였다. 그는 1869년 지리 탐험으로 유명한데, 그린강과 콜로라도강을 따라 3개월간 강을 여행하며 미국 정부의 후원을 받은 최초의 그랜드 캐니언 공식 통과를 포함한다.
파월은 제임스 A. 가필드 미국 대통령에 의해 미국 지질조사국의 2대 국장(1881–1894)으로 임명되었고, 건조한 서부의 개발을 위한 정책들을 제안했는데, 이는 당시 상황에 대한 정확한 평가로 선견지명이 있었다. 미국 지질조사국 국장으로 재직하기 2년 전, 파월 소령은 스미소니언 협회의 민족학국 초대 국장이 되어 언어 및 사회학 연구와 출판을 지원했다.

## 생애

### Early life
파월은 1834년 뉴욕주 마운트 모리스에서 조지프와 메리 파월의 아들로 태어났다. 그의 아버지인 가난한 순회 설교자는 1831년에 잉글랜드, 슈루즈베리에서 미국으로 이민 왔다. 그의 가족은 서쪽으로 잭슨 (오하이오주), 그리고 월워스군 (위스콘신주)로 이주한 후, 분군 (일리노이주)의 시골에 정착했다.(pp. 3–51)
젊은 시절 그는 미시시피강 계곡을 따라 여러 모험을 감행했다. 1855년, 그는 위스콘신주를 가로질러 4개월 동안 걸었다. 1856년에는 미네소타주, 세인트앤서니에서 바다까지 미시시피강을 노저어 내려갔다. 1857년에는 피츠버그에서 오하이오강을 따라 미시시피강까지 노저어 내려간 후, 북쪽으로 이동하여 세인트루이스에 도달했다. 1858년에는 일리노이강을 따라 내려간 후, 미시시피강과 디모인강을 거슬러 아이오와주 중부로 향했다. 1859년, 25세의 나이로 그는 일리노이 자연사 학회에 선출되었다.

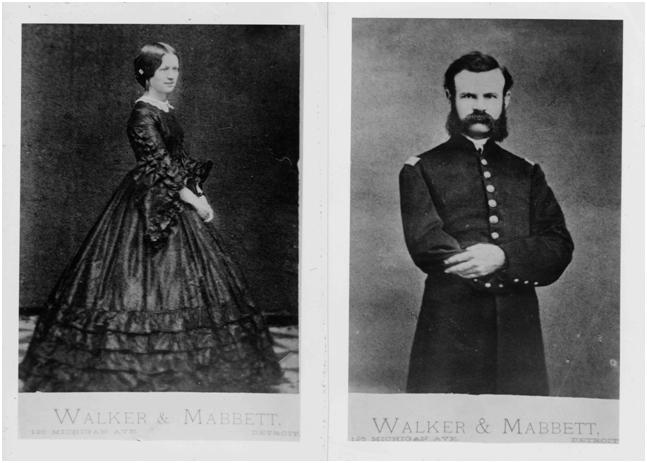
존 웨슬리 파월과 그의 아내 에마, 1863년 디트로이트에서.

### Education
파월은 7년 동안 가르치면서 일리노이 칼리지, 일리노이 인스티튜트(후에 휘튼 칼리지가 됨), 그리고 오벌린 칼리지에서 공부했지만 학위를 취득하지 못했다. 그곳에서 그는 시그마 파이 문학회의 회원이었다.
학업 기간 동안 파월은 고대 그리스어와 라틴어 지식을 습득했다. 파월은 끊임없이 움직이는 성격과 자연과학에 대한 깊은 관심을 가지고 있었다. 자연과학에 대한 이러한 배움의 욕구는 아버지의 뜻에 반하는 것이었지만, 파월은 여전히 이를 실현하고자 결심했다. 1861년 파월이 강연 여행을 하던 중 남북 전쟁이 불가피하다는 것을 깨달았고, 그는 임박한 분쟁에 대비하기 위해 군사 과학과 공학을 공부하기로 결정했다.

## Civil War and aftermath
파월은 연방과 미국의 노예제 폐지라는 대의에 충성심을 유지했다. 1861년 5월 8일, 그는 일리노이주 헤네핀에서 제20일리노이 보병 연대 소속 일등병으로 입대했다. 그는 연대의 상병장으로 선출되었고, 한 달 후 제20일리노이 연대가 연방군에 편입되면서 파월은 소위로 임관되었다. 그는 지도 제작자, 지형학자, 군사 공학자로 북군에 입대했다.
케이프지라도에 주둔하는 동안, 그는 포병 중대를 모집하여 제2일리노이 경포병대 'F' 포대가 되었고, 파월은 대위가 되었다. 1861년 11월 28일, 파월은 짧은 휴가를 내어 에마 딘과 결혼했다.(p. 89) 샤일로 전투에서, 그는 발포 명령을 내리던 중 미니에탄에 맞아 오른팔 대부분을 잃었다. 팔의 신경 말단은 남은 평생 동안 그에게 고통을 주었다.
팔을 잃었음에도 불구하고, 그는 육군으로 복귀하여 챔피언 힐 전투, 빅 블랙 리버 브리지 전투 및 빅스버그 공방전에 참여했다. 항상 지질학자였던 그는 빅스버그 참호에 있는 동안 바위를 연구하기 시작했다. 그는 소령이 되었고 애틀랜타 전역 동안 제17군단의 포병 여단을 지휘했다. 애틀랜타 함락 후 그는 조지 H. 토머스의 군대로 전출되어 내슈빌 전투에 참전했다. 전쟁이 끝날 무렵 그는 명예 중령이 되었지만 "소령"이라는 칭호를 선호했다.
군대를 떠난 후, 파월은 일리노이 웨슬리안 대학교의 지질학 교수직을 맡았다. 그는 또한 경력의 대부분을 일리노이 주립 사범 대학교에서 강의했다. 파월은 그가 학예사로 일했던 일리노이 주립 자연사 학회 박물관의 소장품을 확장하는 데 기여했다. 그는 미국 서부 탐험을 위해 영구 임명을 거절했다.

## Geologic research

### Colorado expeditions
존 웨슬리 파월은 1867년에 콜로라도 준주의 로키산맥으로 탐험대를 이끌었다. 그 해 7월 6일에 11명의 남자와 1명의 여자로 구성된 탐험대가 덴버에 도착했다. 남자들 중에는 일리노이 출신의 학생(또는 최근 졸업생) 5명이 있었다. 여자는 존 웨슬리 파월의 아내인 에마 딘 파월이었다. 탐험대원 8명(파월 부부 포함)은 1867년 여름에 파이크스 피크를 등반했다. 추가 탐험 후, 탐험대는 9월에 해체되었지만 파월 부부는 12월에 일리노이로 돌아오기 전에 두 달 더 로키산맥에 머물렀다. 파월은 1868년에 콜로라도 준주로 두 번째 탐험을 조직하고 이끌었다. 그 해에 파월, 윌리엄 바이어스, 그리고 5명의 다른 남자들이 롱스피크를 등반한 최초의 백인 탐험가가 되었다. 1868년 12월까지 대부분의 탐험대원들은 일리노이로 돌아왔지만 파월 부부는 그린강의 지류인 화이트강에 캠프를 치고 겨울을 보냈다. 그 겨울 동안 파월은 두 강을 따라 여행했다. 그는 또한 남쪽으로 그랜드 강(현재 콜로라도강으로 알려짐), 북쪽으로 얌파강, 그리고 유인타 산맥 주변을 여행했다. 1869년 콜로라도강의 그랜드 캐니언을 통과하는 역사적인 항해를 위한 준비가 이루어졌다. 에마 딘 파월은 남편과 함께 콜로라도강을 따라가지 않았다.
1869년, 존 웨슬리 파월은 콜로라도강과 그랜드 캐니언을 탐험하기 위해 나섰다. 10명의 남자, 4척의 보트, 10개월분의 식량을 모아 5월 24일 그린리버 (와이오밍주)에서 출발했다. 위험한 급류를 통과하며, 일행은 그린강을 따라 현재의 모압 (유타주) 근처 콜로라도강(당시 합류 지점 상류에서는 그랜드강으로도 알려짐)과의 합류 지점까지 내려갔고, 1869년 8월 30일에 여정을 마쳤다.
첫 번째 파월 탐험대의 멤버들은 다음과 같다.
- 존 웨슬리 파월, 여행 주최자 및 리더, 남북 전쟁 소령
- 존 콜턴 "잭" 섬너, 사냥꾼, 덫 사냥꾼, 남북 전쟁 군인
- 윌리엄 H. 던, 콜로라도 출신 사냥꾼, 덫 사냥꾼
- 월터 H. 파월, 남북 전쟁 대위, 존의 형제
- 조지 Y. 브래들리, 남북 전쟁 중위, 탐험대 기록자
- 오라멜 G. 하울랜드, 인쇄업자, 편집자, 사냥꾼
- 세네카 하울랜드, 게티즈버그 전투에서 부상당한 군인
- 프랭크 굿먼, 영국인, 모험가
- W.R. 호킨스, 요리사, 남북 전쟁 군인
- 앤드루 홀, 스코틀랜드인, 탐험대원 중 가장 어린 멤버

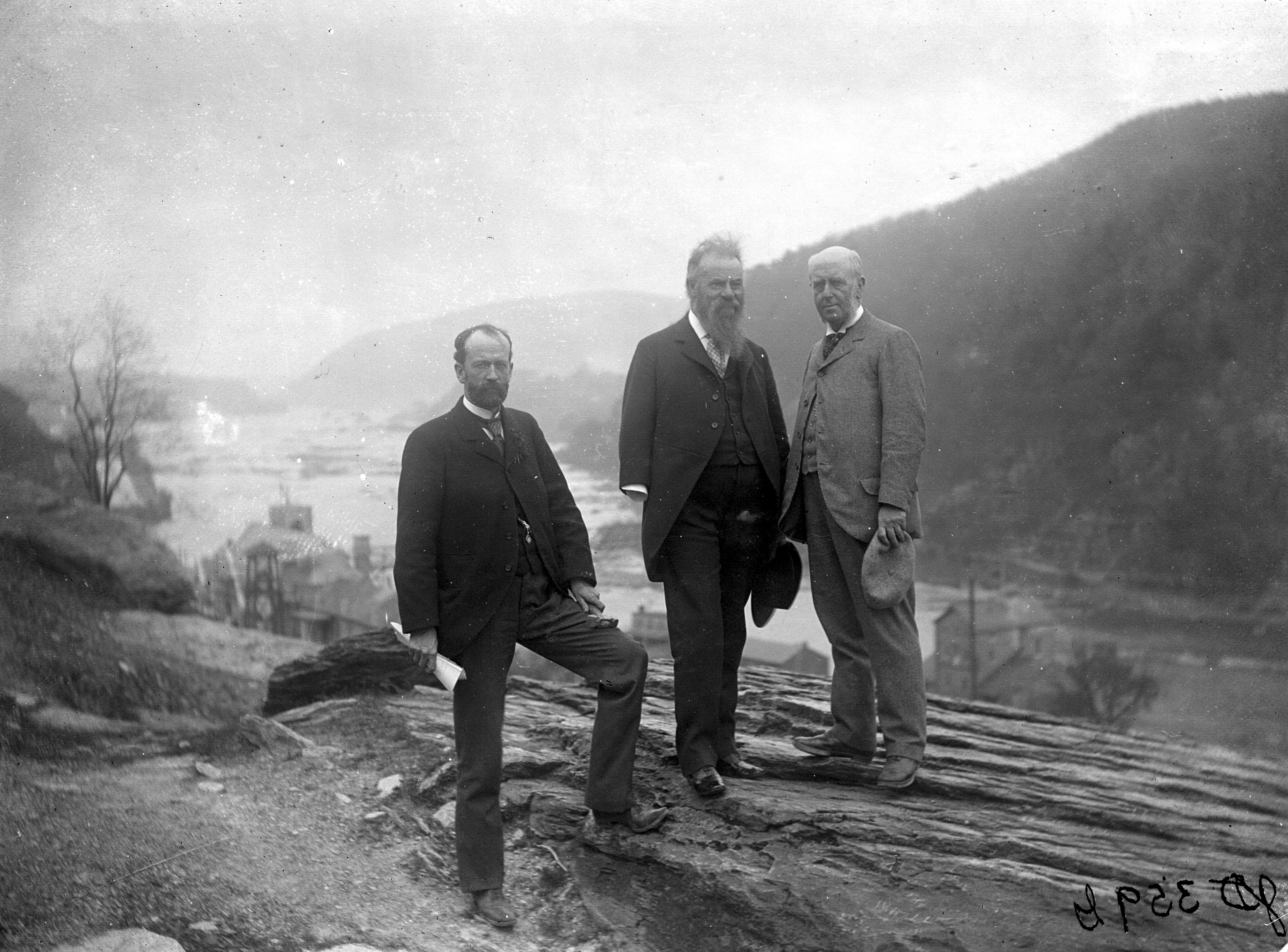
찰스 둘리틀 월컷, 존 웨슬리 파월, 그리고 아치볼드 가이키 경이 1897년 5월 하퍼즈페리 (웨스트버지니아주)에서 지질학 야외 탐사 중.

탐험대의 경로는 콜로라도강의 유타 캐니언을 통과했는데, 파월은 자신의 출판된 일기에 이를 다음과 같이 묘사했다.
... 경이로운 특징들—조각된 벽, 웅장한 아치, 계곡, 동굴 같은 협곡, 언덕과 기념비. 이 특징들 중 어느 것을 이름으로 선택해야 할까? 우리는 그것을 글렌 캐니언이라고 부르기로 결정했다.

프랭크 굿먼은 첫 달 후 그만두었고, 던과 하울랜드 형제는 세 번째 달에 세퍼레이션 캐니언에서 떠났다. 이는 그룹이 거의 930 mi (1,500 km)를 횡단한 후 8월 30일에 버진강 어귀에 도착하기 이틀 전이었다. 세 명은 사라졌으며; 일부 역사학자들은 그들이 시위츠 파이우테 부족이나 토커빌 마을의 모르몬교도들에게 살해당했을 것이라고 추측한다.(pp. 131–2)

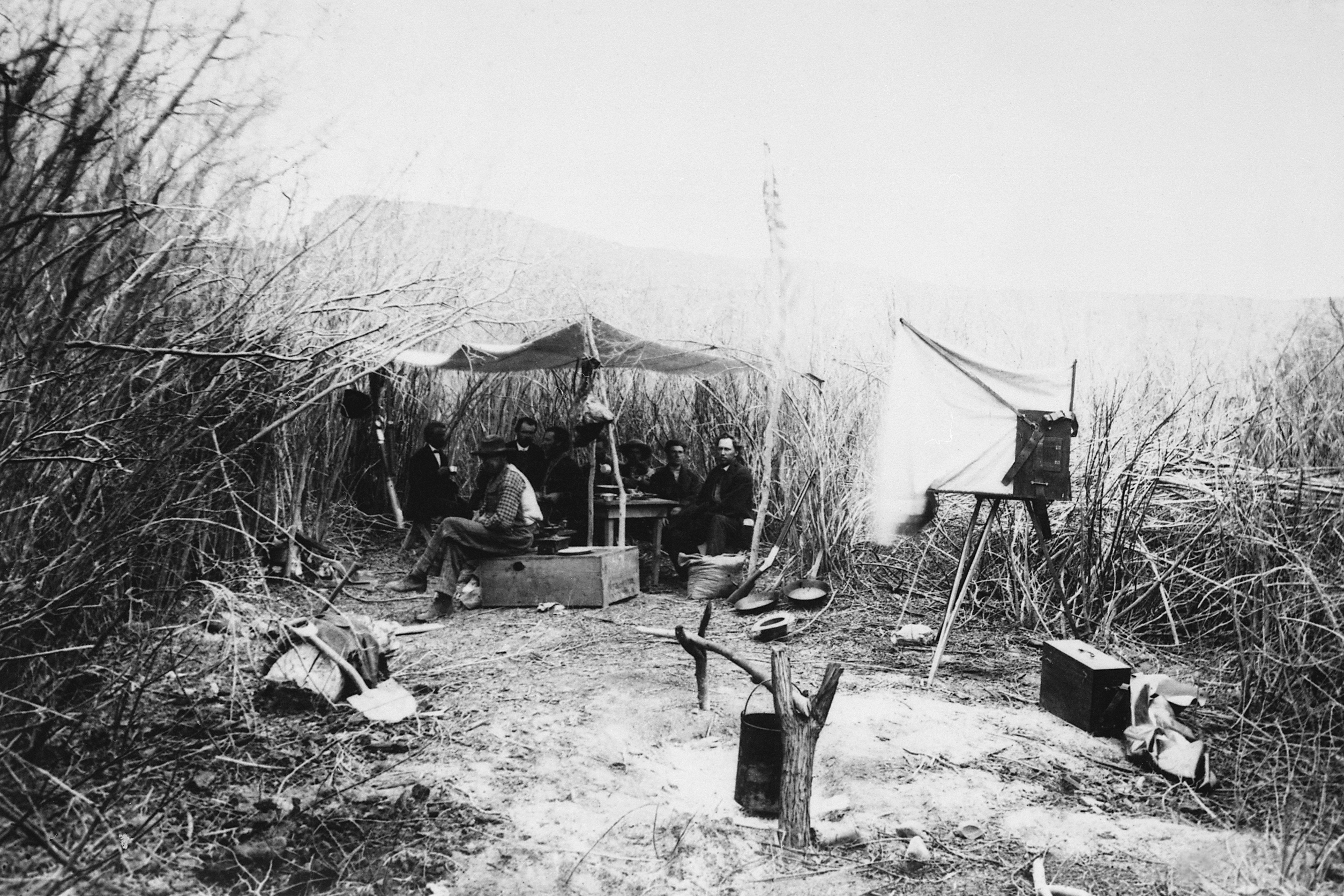
1871년 와이오밍주 그린리버의 버드나무 숲에 있는 존 웨슬리 파월 탐험대의 첫 번째 캠프.

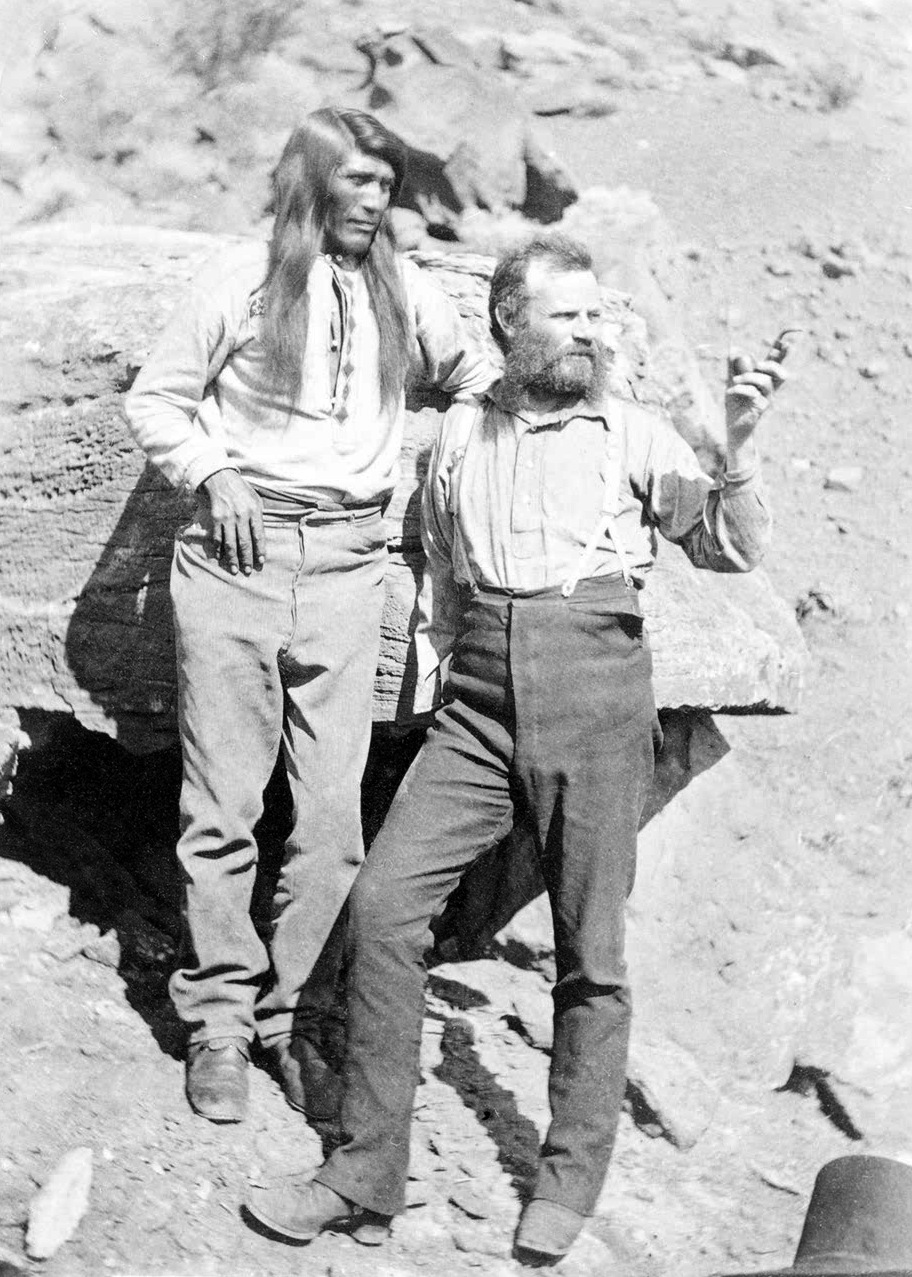
파월(오른쪽)과 타우구, 1871–1872년.

파월은 1871–72년에 또 다른 탐험대와 함께 1869년 경로의 일부를 되짚었는데, 이 탐험대는 와이오밍주 그린리버에서 그랜드 캐니언의 캐나브 크릭까지 콜로라도강을 따라 이동했다.(pp. 111–114) 파월은 이 탐험에 세 명의 사진작가, 엘리아스 올콧 비먼, 제임스 페네모어, 그리고 존 K. 힐러스를 고용했다. 이 여행의 결과로 사진(존 K. 힐러스 작), 정확한 지도 및 다양한 논문이 나왔다. 최소 한 명의 파월 학자, 오티스 R. 마스턴은 이 조사에서 제작된 지도들이 정확하기보다는 인상적이었다고 언급했다. 이 탐험을 계획하면서 그는 남부 유타주에서 아메리카 원주민들과 관계를 맺어온 모르몬교 선교사 제이콥 햄블린의 도움을 받았다. 출발하기 전에 파월은 햄블린을 협상가로 이용하여 지역 인디언 집단으로부터 그의 탐험의 안전을 보장받았다.

### After the Colorado
1881년에 파월은 미국 지질조사국의 두 번째 국장으로 임명되었고, 1894년 사임할 때까지 이 직책을 유지했으며,(pp. 394, 534) 찰스 월컷으로 교체되었다. 1875년, 파월은 콜로라도 탐험을 바탕으로 한 책을 출판했는데, 원래 제목은 '서부 콜로라도 강과 그 지류 탐험 보고서'였다. 이 책은 1895년에 수정되어 '콜로라도 강과 그 협곡의 탐험'으로 재출판되었다. 1889년, 파월이 집에서 주최했던 지적 모임들은 공식적으로 코스모스 클럽이 되었다.(pp. 437–439) 이 클럽은 학문과 시민 활동에 기여한 회원들을 선출하며 계속되고 있다.
1900년대 초반, 델렌보의 1908년 저서 '협곡 여행'을 시작으로 탐험대원들의 일기가 출판되기 시작했으며, 1939년에는 파월의 누이 엘렌 파월 톰슨과 결혼한 알몬 해리스 톰슨의 일기가 출판되었다. 비숍, 스튜어드, W.C. 파월, 존스의 일기는 모두 1947년에 출판되었다. 이 일기들은 파월의 글에 과장이 포함되어 있으며, 두 번째 강 여행에서 발생한 활동들을 마치 첫 번째 여행에서 발생한 것처럼 서술했음을 분명히 보여주었다. 또한 팔이 하나밖에 없던 파월은 구명조끼를 입었지만 다른 사람들은 입지 않았다는 사실도 드러났다.(pp. 48, 50–51, 53, 55, 57, 59, 63, 93, 107)

## Anthropological research

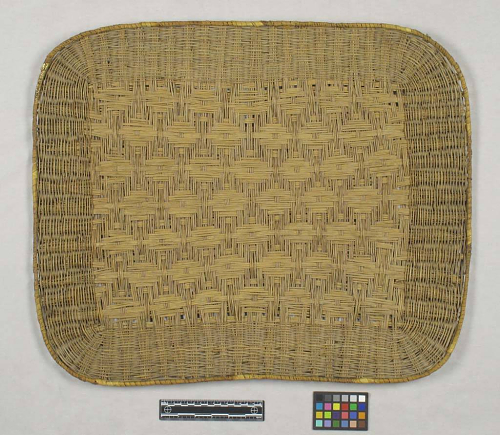
J.W. 파월이 1876년 미국 국립 자연사 박물관 (워싱턴 D.C.)에 기증한 호피족 바구니 빵 쟁반.

파월은 콜로라도고원의 원주민들 사이에서 시간을 보냈고 북아메리카 인디언 언어에 대한 영향력 있는 분류를 저술했다. 그는 1879년에 스미소니언 협회의 민족학국 국장이 되었고 죽을 때까지 그 직책을 유지했다.:239–40 그는 또한 1879년에 창립된 워싱턴 인류학회(Anthropological Society of Washington)의 초대 회장이었다.:340 1894년부터 1899년까지 파월은 워싱턴 D.C.의 컬럼비아 대학교 정치학과에서 문화사 강사직을 맡았다. 그는 1898년에 미국 골동품 학회 회원으로 선출되었다.
파월의 인류학 저술 중 상당수는 1870년대 파월 조사단의 국장으로 재직하면서 아메리카 원주민과의 교류에서 비롯되었다. 여기에는 이 시기에 그가 수집한 어휘 목록에 부분적으로 기반을 둔 인디언 언어 연구가 포함된다.
파월이 민족학국과 미국 지질조사국의 국장으로서 워싱턴 D.C.에 거의 영구적으로 거주하게 된 후, 그의 인류학적 기여는 점점 더 다른 사람들을 고용하여 현장 연구와 추상적인 이론화를 수행하는 것으로 구성되었다. 파월은 루이스 헨리 모건의 친구이자 추종자였는데, 모건의 1877년 저서 고대 사회는 모든 인간 사회가 "야만"에서 "미개"로, 그리고 최종적으로 "문명"으로 발전한다고 주장했다. 이러한 분류는 기술, 가족 및 사회 조직, 재산 관계, 종교와 같은 요소들을 기반으로 했다. 파월은 모건처럼 이러한 발전 과정이 선형적이고 보편적이라고 믿었다.:451–55(p. 107–10)
많은 학자들이 지적했듯이, 모건의 계층적 도식은 종종 원주민의 재산 몰수를 정당화하고 인종 차이 이론을 지지하는 데 사용되었다. 실제로, 민족학 연구는 과학자들이 사회적 범주를 구분하여 새로이 취득한 토지와 그 주민들을 착취하는 정부 후원 프로그램을 정당화하는 수단이 되었다. "진보"가 선형적이고 불가피하다고 믿었던 파월은 원주민 인구를 "문명화"하기 위해 정부 자금을 사용할 것을 옹호하며 영어, 기독교, 서양식 농업 및 제조 방법을 가르칠 것을 촉구했다. 그러나 파월은 사회진화론자가 아니었다. 그의 건조 지역 문화 동화 및 자원 공유 계획은 복잡한 정부 개입을 요구했으며, 이는 허버트 스펜서와 같은 사람들이 옹호하는 자유지상주의와는 거리가 멀었다.:462–3:321–4:122 파월은 인간 집단 간의 차이를 설명하는 데 문화보다 인종이 더 중요한 요소라고 생각하지 않았다.:455
파월은 "문화 변용"이라는 단어를 처음 사용한 것으로 알려져 있으며, 1880년 미국 민족지국 보고서에서 처음 사용했다. 1883년, 파월은 "문화 변용"을 이문화 모방으로 인한 심리적 변화로 정의했다.
파월의 인류학에 대한 관심은 그가 아마추어 박물학자였던 조지 크루컴의 견습생으로 있을 때 시작되었을 수 있는데, 크루컴의 잭슨 (오하이오주) 거주지는 파월 가족의 거주지와 겹쳤다. 크루컴은 최근 이주한 쇼니 부족의 유물을 포함한 "자연 호기심 박물관"을 운영했다.:29 성인이 된 파월은 (모건의 사회 발전 이론과 일치하게) 아메리카 원주민이 백인 유럽인들보다 인간 사회의 더 "원시적인" 단계를 구현한다고 믿었던 것으로 보인다. 예를 들어, '콜로라도 협곡 탐험'에서 그는 "내가 아는 대륙의 다른 어떤 부족보다도 더 원시적인 상태에 가까운" 인디언 집단의 생계 방식을 묘사한다.:318 그리고 1939년, 파월의 1873년 탐험 사진을 편집하던 인류학자 줄리안 스튜어드는 "[파월은] 문명에 거의 손대지 않은 아메리카 원주민을 발견하고 매료되어 민족학에 깊은 관심을 갖게 되었다"고 썼다. 비록 월러스 스테그너가 '100번째 자오선 너머'에서 관찰했듯이, 1869년에는 많은 아메리카 원주민 부족들이 멸종 위기에 처해 있었고, 살아남은 많은 부족들은 상당한 이문화 교류를 경험했다.:257 파월은 이러한 원주민 사회의 지속적인 파괴와 변화를 부분적으로 언급하며, 1878년 내무부 장관에게 보낸 보고서에서 민족학에 대한 정부 투자를 요청하면서, 그러한 투자가 정부의 동화 노력을 개선할 것이라고 주장했다.
파월의 인류학과 과학적 인종주의에 대한 기여는 지구과학계에서는 잘 알려져 있지 않지만, 최근 한 기사에서 파월의 유산을 아메리카 원주민에게 미친 사회적, 정치적 영향이라는 관점에서 재조명했다.

## Indian policy
인류학 연구를 위한 정부 자금을 확보하기 위해 파월은 그러한 연구가 연방 인디언 정책을 지원하는 데 필요하다고 주장했다. 파월의 과학 연구는 종종 정치적 옹호와 일치했으며, 그는 서부로 유입되는 백인 정착민들을 가장 잘 관리하는 방법에 대해 연방 기관, 원주민 및 정치인들에게 조언을 구했다. 일반적으로 파월은 동화라는 정부의 목표를 지지했지만, 그것이 "눈 깜짝할 사이에" 일어날 것이라고 기대하는 사람들을 비현실적이라고 선언했다.
1873년, 모독 전쟁을 둘러싼 긴장에 대응하여, 파월은 일시적으로 파월 조사국 국장직을 떠나 내무부 특별 위원으로 봉사했다. 그와 공동 위원 조지 잉갈스는 그 해 12월에 유트족, 파이우테족, 쇼쇼니족, 그리고 서부 쇼쇼니족을 서양식 농업을 실천하고 백인 정착민들과의 추가적인 갈등으로부터 격리되기를 바랐던 보호구역으로 재배치하는 프로그램을 권고하는 보고서를 제출했다.:272–86 그들의 노력에도 불구하고, "[백인도 인디언도 다음 몇 년 동안 위원회의 권고를 따르지 않았다.":285
1878년 공공 영역 측량 방법에 대한 보고서에서 파월은 원주민 사회의 구조와 복잡성을 인식하지 못한 채 동화를 시도한 이전의 노력들을 비판했다. 그는 "야만은 미완의 문명이 아니다"라고 썼다. "그것은 고유한 제도, 관습, 철학, 종교를 가진 독특한 사회적 지위이며, 새로운 제도, 관습, 철학, 종교가 도입되기 전에 이 모든 것이 필연적으로 전복되어야 한다.":15 이 보고서는 부족의 민주적 의사결정 방식을 존중하고 개인이 토지를 소유한다는 생각에 대한 원주민의 반감을 이해할 것을 촉구했다.
파월이 원주민 사회에 대해 가장 경멸적으로 언급한 내용 중 일부는 1880년 유타주 상원의원 H.M. 텔러에게 보낸 편지에 기록되어 있는데, 여기서 파월은 인디언을 조상 대대로 살아온 땅에서 이주시키는 것이 "그들의 문명화에 취해야 할 첫 번째 단계"라고 명시한다. 변호사이자 역사학자인 찰스 윌킨슨은 이 편지를 "냉소적이고", "배신적이며", 파월 경력의 "가장 어두운 에피소드"라고 부른다.:220
파월의 원주민 토지 사용 관행에 대한 설명은 때때로 부정확했으며 정착민 식민지 목표를 진전시키는 데 기여했다. 예를 들어, 1878년 건조 지역 토지에 대한 보고서에서 파월은 광범위한 산불을 원주민의 행위 탓으로 돌리며 "[산불은] 인디언들을 제거함으로써 크게 줄일 수 있다"고 결론지었다.:18 윌리엄 드보이스는 파월의 산불 범위에 대한 주장이 "놀랍다"고 지적하며, 파월 자신도 나중에 그러한 산불을 백인 정착민 탓으로 돌렸다고 언급한다.:174–76, 290–91

## Environmentalism
'캐딜락 사막'에서 파월은 토지 보존 및 보호의 옹호자로 묘사된다. 파월의 탐험은 그가 건조한 서부가 수자원 근처의 약 2%의 토지를 제외하고는 농업 개발에 적합하지 않다는 믿음을 갖게 했다. 그의 미국 건조 지역 토지 보고서는 지형과 물 접근성을 고려하여 토지 구획의 형태와 크기를 결정함으로써 정부가 정착민들에게 토지를 분배하는 시스템을 개혁할 것을 제안했다. "관개 가능한 토지"는 수변 토지를 획득한 운 좋은 사람들이 물을 독점하는 것을 막기 위해 자체 규제 관개 지구로 조직될 것이다. 나머지 토지에 대해서는 보존과 저밀도, 개방 방목을 제안했다.

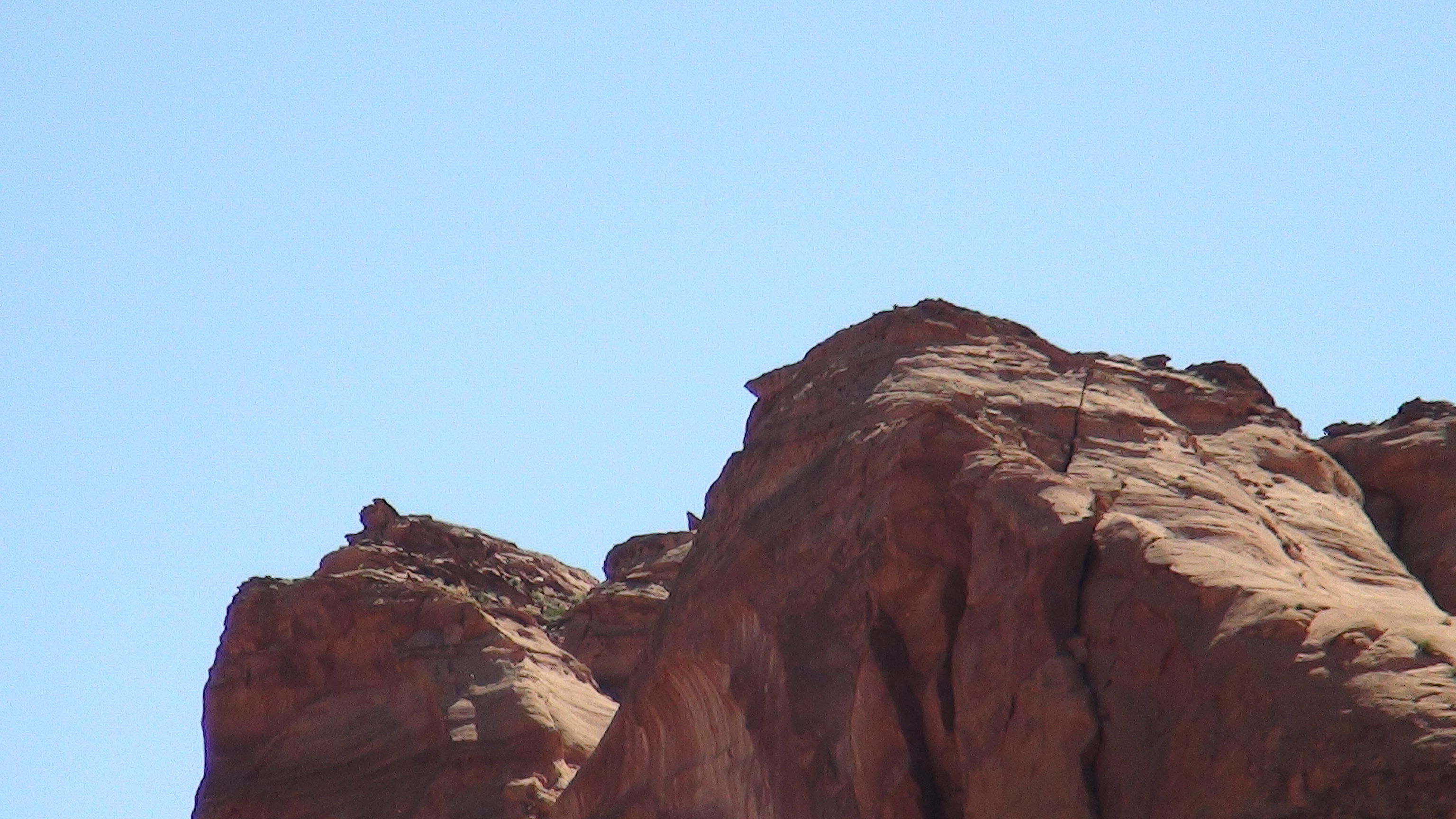
존 웨슬리 파월의 이름을 따서 명명된 글렌 캐니언 국립휴양지, 유타주 놀스 캐니언의 암석 지형인 파월 프로필.

철도 회사들은 183,000,000 에이커 (740,000 km2)에 달하는 광대한 토지를 소유하고 있었는데, 이는 철도를 건설한 대가로 부여받은 땅으로, 파월의 토지 보존에 대한 견해에 동의하지 않았다. 그들은 파월의 정책 제안을 거부하고 농업을 장려하도록 의회에 적극적으로 로비했는데, 이는 그들이 자신들의 토지를 현금화하기를 원했기 때문이었다. 미국 의회는 이에 동조하여 토지의 농업적 사용에 기반한 미국 서부 개척 정착을 장려하는 법안을 마련했다. 정치인들은 호러스 그릴리의 제자였던 사이러스 토마스 교수의 이론에 근거하여 결정을 내렸다. 토마스는 토지의 농업적 개발이 기후를 변화시키고 더 많은 강수량을 유발할 것이라고 주장하며 '쟁기 뒤에 비가 따라온다'는 이론을 내세웠는데, 이 이론은 이후 크게 신뢰를 잃었다.
1893년 관개 회의에서 파월은 예언적으로 다음과 같이 말했다. "신사 여러분, 여러분은 물권에 대한 갈등과 소송의 유산을 쌓고 있습니다. 왜냐하면 땅을 공급할 충분한 물이 없기 때문입니다." 서부 개발에 대한 파월의 권고는 1920년대와 1930년대의 황진 이후까지 대부분 무시되었고, 이로 인해 불충분한 비와 관개수 때문에 실패한 개척 자급 농장과 관련된 헤아릴 수 없는 고통을 초래했다.

## Legacy, honors, and namesakes
틀:Botanist그의 국가적 공로를 인정하여 파월은 버지니아주 알링턴 국립묘지에 안장되었다.(p. 570) 2019년 3월 12일 서명된 존 D. 딩글 주니어 보존, 관리 및 레크리에이션 법은 존 웨슬리 파월 국립 보존 지역의 설립을 승인하며, 이 지역은 유타주에 약 29,868에이커의 토지로 구성되어 있다. 두 차례의 파월 탐험대가 출발한 와이오밍주 그린리버에는 스위트워터 카운티 역사 박물관 앞에 노를 든 파월의 동상이 세워졌다. 파월을 기리기 위해 버지니아주 레스턴에 있는 USGS 국립 센터는 1974년에 "존 웨슬리 파월 연방 건물"로 헌정되었다. 또한, USGS가 연방 정부 외부인에게 수여하는 최고상은 존 웨슬리 파월 상으로 명명되었다. 1984년, 그는 내셔널 카우보이 & 서부 유산 박물관의 위대한 서부인 명예의 전당에 헌액되었다.
다음은 파월의 이름을 따서 명명되었다.
- 희귀 광물 파월라이트.

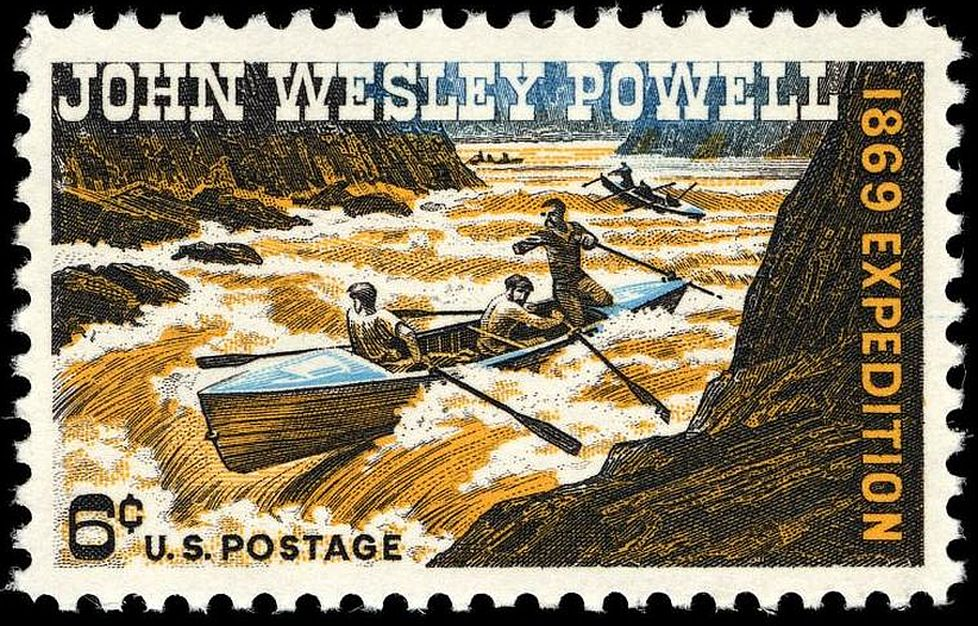
존 웨슬리 파월은 1969년 미국 기념우표에 기려졌다.

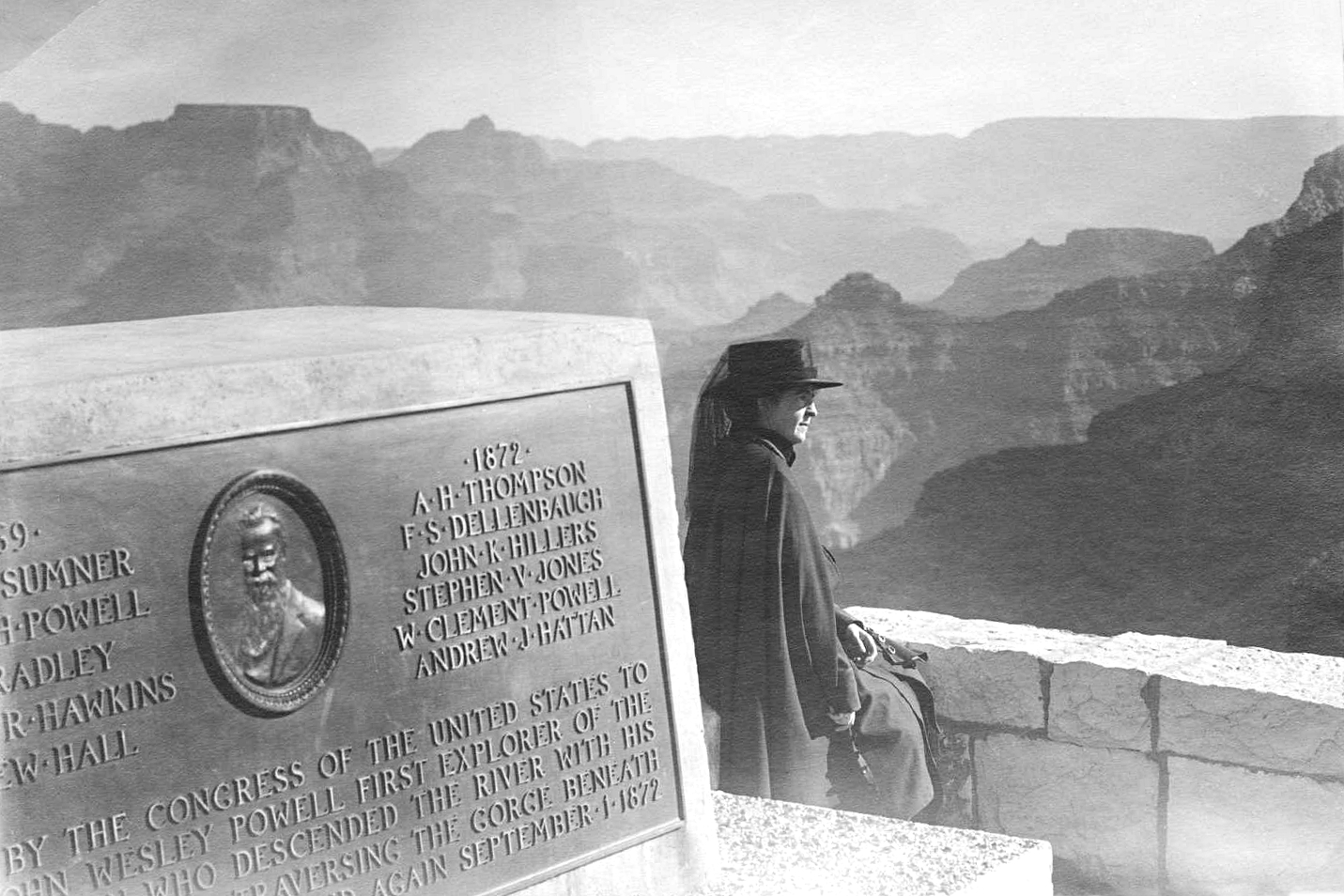
존 웨슬리 파월의 조카 모드 파월, 1918년 애리조나주 그랜드 캐니언의 그의 기념비에서 촬영되었다.

- 파월호, 콜로라도 강에 있는 인공 저수지.
- 파월산, 캘리포니아 시에라네바다 산맥의 정상.
- 파월 피크.[40]
- 그랜드 캐니언 북쪽 림의 스팀보트산 근처 파월 고원.
- 와이오밍주 파월, 및 파월 플랫츠 지역.[41]
- 콜로라도주 그랜드정션에 있는 메사 카운티 형사 사법 서비스부의 주거용 건물.[42]
- 콜로라도주 리틀턴에 있는 존 웨슬리 파월 중학교.[43]
- 애리조나주 메사에 있는 파월 중학교.

### Awards
사이언티픽 아메리칸의 한 기사는 다음과 같은 수상 이력을 언급한다.
- 1880년 – 미국국립과학원 선출[45]
- 1886년 – 하이델베르크 대학교 500주년 명예 박사 학위
- 1886년 – 하버드 대학교 230주년 명예 법학 박사 학위
- 1879–1888년 워싱턴 인류학회 회장
- 1884년 – 워싱턴 철학회 회장
- 1874년 – 미국 과학 진흥 협회 (AAAS) 회원 및 펠로우 선출
- 1875년 – AAAS 부회장

파월은 또한 미국 예술 과학 아카데미와 미국철학학회의 선출된 회원이었다.

## Personal life
1861년 11월 28일, 케이프지라도에 있는 제2일리노이 경포병대 'F' 포대 대위로 복무하던 중, 그는 잠시 휴가를 내어 에마 딘과 결혼했다.(p. 89)
1871년 9월 10일, 에마 딘은 솔트레이크시티에서 파월 부부의 유일한 자녀인 메리 딘 파월을 낳았다. 그녀는 애나 하워드 쇼와 수전 B. 앤서니가 워싱턴 D.C.에서 시작한 전국 여성 클럽인 위모다우시스(Wimodaughsis)에서 활동했다. 에마 딘 파월은 1924년 3월 13일 워싱턴 D.C.에서 사망했다. 그녀는 남편과 함께 알링턴 국립묘지에 안장되었다.

## 내용주
1. ↑  McNamee, Gregory. “John Wesley Powell”. 《britannica.com》. Encyclopædia Britannica. 2019년 12월 9일에 확인함.
2. ↑  Hunter, Cathy. “John Wesley Powell: Soldier, explorer, scientist, and National Geographic founder”. 《National Geographic》. 2014년 12월 8일에 원본 문서에서 보존된 문서. 2014년 12월 5일에 확인함.
3. 1 2 3 4 5 6 7 8 9 10 11 12  Worster, Donald (2001). 《A River Running West: The Life of John Wesley Powell》. Oxford University Press. ISBN 0-19-509991-5.
4. 1 2 3 4  USGS (1976), sec. 1.
5. ↑  “Greek Lettered Organizations”. 《Illinois College》 (영어). 2024년 8월 25일에 확인함.
6. ↑  Weiner, Mark S. (2006). 《Americans without Law》. New York University Press. ISBN 0-8147-9364-9.
7. ↑  Kemp, Bill (17 January 2009). “'Conqueror of the Grand Canyon' returned to Bloomington in 1896”. 《더 판타그래프》 (블루밍턴, 일리노이). 31 January 2013에 원본 문서에서 보존된 문서. 17 January 2009에 확인함.
8. 1 2  “The Beginnings of the U.S. Geological Survey”. National Atlas of the United States. 2010. 16 October 2012에 원본 문서에서 보존된 문서.  9 October 2010에 확인함.
9. ↑  Watson (1950).
10. ↑  NPS (1922), p. 5.
11. ↑  Ewan & Ewan (1981), 177–178쪽.
12. ↑  USGS (1976), sec. 2.
13. ↑  Talbot, Vivian Linford; Gowans, Fred R. (1994), 〈Exploration in Utah〉, 《Utah History Encyclopedia》, University of Utah Press, ISBN 9780874804256, 2024년 3월 21일에 원본 문서에서 보존된 문서, 2024년 4월 21일에 확인함
14. 1 2 3  Stegner, Wallace (1992). 《Beyond the Hundredth Meridian: John Wesley Powell and the second opening of the West》. Penguin. ISBN 978-0-14-015994-3.
15. ↑  Ross, John F. (2018). 《The Promise of the Grand Canyon》. Viking. 162–166, 172–176, 190–193쪽. ISBN 978-0525429876.
16. ↑  “Utah Lighthouse Ministry”. 28 January 2015에 확인함.
17. ↑  Krakauer, Jon (2004). 《Under the Banner of Heaven: A story of violent faith》. Knopf Doubleday Publishing. 235–245쪽. ISBN 978-1400078998.
18. 1 2 3  Marston, Otis R. (2014). 《From Powell to Power: A recounting of the first one hundred river runners through the Grand Canyon》. Flagstaff, Arizona: Vishnu Temple Press. ISBN 978-0990527022.
19. ↑  “Frederick Samuel Dellenbaugh collection of photographs and drawings of the Colorado River region.”. 《Yale》. 2022년 2월 15일에 확인함. The early photographs are by E. O. Beaman, James Fennemore, John K. Hillers, photographers on the 1871 Powell expedition. The collection includes ... photographs, evidently created for inclusion in Dellenbaugh's books on the Colorado River and the West.
20. 1 2  USGS (1976).
21. ↑  Powell, John Wesley (1891). 《Indian Linguistic Families of America North of Mexico》. 워싱턴 D.C.: Bureau of Ethnography, Seventh Annual Report. 1–142쪽.
22. 1 2 3  Powell, John Wesley (2001).  DeBuys, William, 편집. 《Seeing Things Whole: The essential John Wesley Powell》. 워싱턴 D.C.: Island Press.
23. ↑  《Catalogue of the Columbian College in the District of Columbia》 (영어). W. Force. 1898–1901.  9 June 2018에 확인함 – Hathi Trust 경유.
24. ↑  Haller, John S. (1971). 《Outcasts from Evolution: Scientific attitudes of racial inferiority, 1859–1900》. SIU Press. ISBN 978-0-8093-1982-4.
25. 1 2  Baker, Lee D. (1998). 《From Savage to Negro Anthropology and the Construction of Race, 1896–1954》. University of California Press.
26. ↑  Haller, John S. (1971). 《Race and the concept of progress in nineteenth century American ethnology》. 《American Anthropologist》 73. 710–724쪽. doi:10.1525/aa.1971.73.3.02a00120. JSTOR 671764.
27. 1 2  Powell, J. W. (1888). 《From Barbarism to Civilization》. 《American Anthropologist》 1. 97–123쪽. doi:10.1525/aa.1888.1.2.02a00000. JSTOR 658712.
28. 1 2  Powell, John Wesley (1895). 《Exploration of the Canyons of the Colorado》. 뉴욕: Dover Publications.
29. 1 2  Powell, J.W.; Ingalls, G.W. (1875). 《Report of special commissioners J.W. Powell and G.W. Ingalls on the condition of the Ute Indians of Utah; the Pai-Utes of Utah, northern Arizona, southern Nevada, and southeastern California; the Go-si Utes of Utah and Nevada; the northwestern Shoshones of Idaho and Utah; and the western Shoshones of Nevada; and report concerning claims of settlers in the Mo-a-pa valley (southeastern Nevada)》. 워싱턴 D.C.: United States Bureau of Indian Affairs.
30. ↑  Steward, Julian H. (1939). 《Notes on Hillers' photographs of the Paiute and Ute Indians taken on the Powell expedition of 1873》. 워싱턴 D.C.: The Smithsonian Institution.
31. 1 2 3  Powell, John Wesley (1878). 《Report on the methods of surveying the public domain, to the secretary of the interior, at the request of the National academy of sciences.》. 워싱턴 D.C.
32. ↑  Pico, Tamara. “The Darker Side of John Wesley Powell”. 《Scientific American Blog Network》 (영어). 2020년 7월 16일에 확인함.
33. ↑  “[Letter concerning the Uintah reservation], 1880 February | John Wesley Powell papers (NAA.MS798, ref64) | SOVA, Smithsonian Institution”.
34. ↑  Wilkinson, Charles (2010). 《The People Are Dancing Again: The History of the Siletz Tribe of Western Oregon》. University of Washington Press. ISBN 9780295802015.
35. 1 2  Powell, John Wesley (1878). 《Report on the Lands of the Arid Region of the United States, with a More Detailed Account of the Lands of Utah》.
36. ↑  Reisner, Marc (1993). 《Cadillac Desert: The American West and Its Disappearing Water》. Penguin Books.
37. ↑  Hiltzik, Michael ( 5 July 2010). “The false promise of Hoover Dam”. 《로스앤젤레스 타임스》.  6 July 2010에 확인함.
38. ↑  “John D. Dingell, Jr. Conservation, Management, and Recreation Act” (PDF). 《Congress.gov》. S. 47. 2019년 3월 16일에 확인함.
39. ↑  “Hall of Great Westerners”. 《National Cowboy & Western Heritage Museum》. 2019년 11월 22일에 확인함.
40. ↑  Dziezynski, James (2012년 8월 1일). 《Best Summit Hikes in Colorado: An opinionated guide to 50+ ascents of classic and little-known peaks from 8,144 to 14,433 feet》. Wilderness Press. 140쪽. ISBN 978-0-89997-713-3.
41. ↑  “About Powell, Wyoming”. 《cityofpowell.com》. 2013년 8월 31일에 원본 문서에서 보존된 문서. 2013년 5월 29일에 확인함.
42. ↑  “Criminal Justice Services Department”. 《cjsd.mesacounty.us》. 메사 카운티 정부. 콜로라도주 메사군. c. 2010.  7 March 2013에 원본 문서에서 보존된 문서. 16 November 2012에 확인함.
43. ↑  “Powell Middle School”. 《리틀턴 공립학교》. 2023년 5월 23일.
44. ↑  《사이언티픽 아메리칸》 (영어). Munn & Company. 1888년 9월 18일. 104쪽.
45. ↑  “John W. Powell”. 《www.nasonline.org》. 2024년 4월 10일에 확인함.
46. ↑  “John Wesley Powell | American Academy of Arts and Sciences”. 《www.amacad.org》 (영어). 2023년 2월 10일. 2024년 4월 10일에 확인함.
47. ↑  “APS Member History”. 《search.amphilsoc.org》. 2024년 4월 10일에 확인함.
48. ↑  Bearnson, Margaret S. “Powell, John Wesley”. 《Utah History Encyclopedia》. 2022년 8월 14일에 확인함.
49. ↑  “Some Brainy Women”. 《Evening Star》. 1894년 12월 15일. 17면. 2022년 8월 14일에 확인함.
50. ↑  〈Anna H. Shaw〉. 《Woman of the Century》. Charles Wells Moulton. 1893. 654쪽.
51. ↑  “Wimodausis Club”. 《The Leavenworth Weekly Times》. 1890년 7월 31일. 6면. 2022년 8월 14일에 확인함.
52. ↑  “Emma Dean Powell Obituary”. 《Evening Star》. 1924년 3월 14일. 7면. 2022년 8월 19일에 확인함.